# Alianza de Baháʼu'lláh

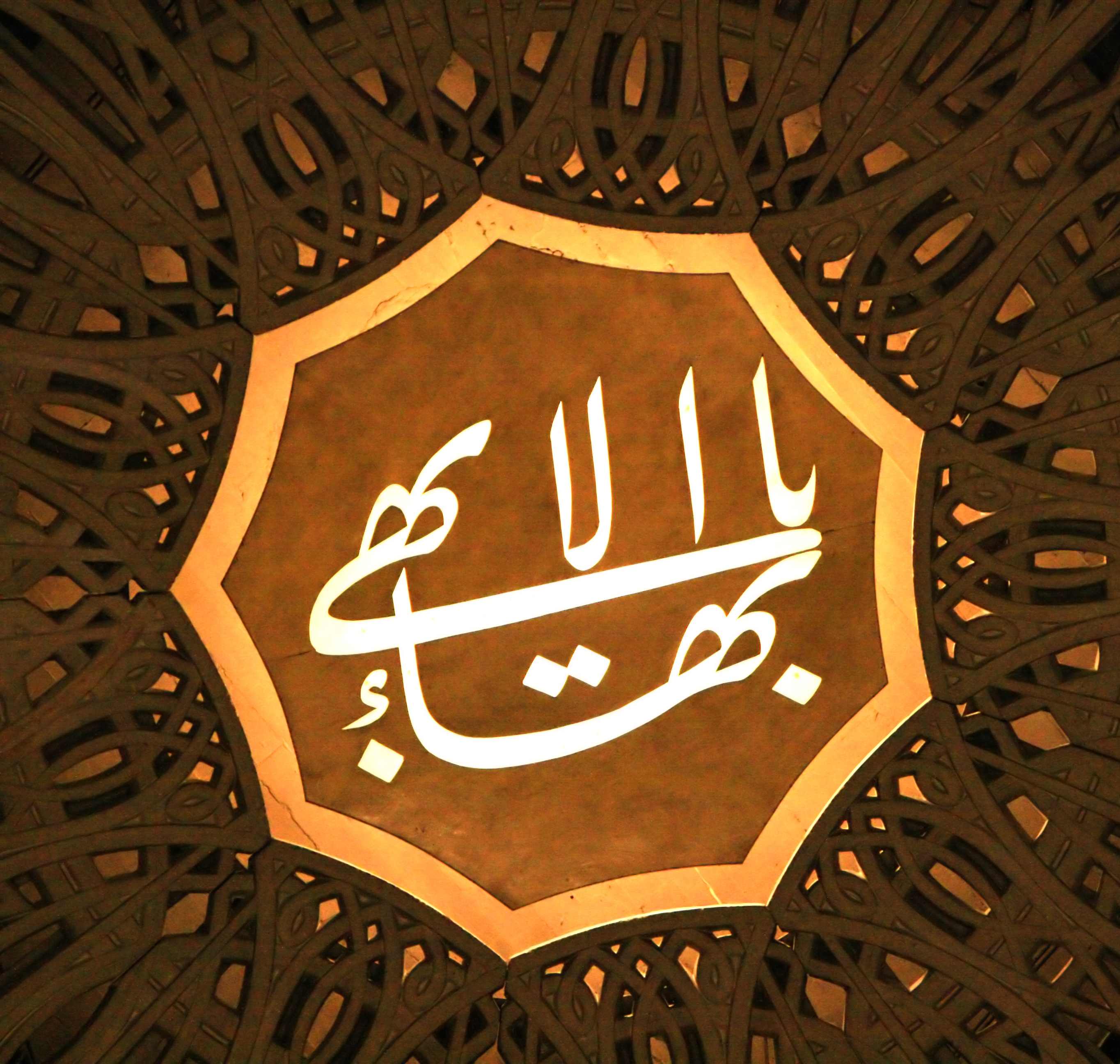
el Más Grande Nombre, una caligrafía en árabe muy usada por los bahá'ís

En la Fe Baháʼí hay dos alianzas, consideradas respectivamente como “mayor” y  “menor”. La alianza mayor se refiere a un pacto respecto a la revelación progresiva: Dios enviará mensajeros aproximadamente de cada mil años, y es el deber de la humanidad reconocerlos y responder a sus enseñanzas. La alianza menor es el acuerdo entre el fundador de la fe, Baháʼu'lláh, y sus seguidores, respecto a la sucesión del liderazgo y el mantenimiento de la unidad.
La sucesión en la alianza baháʼí fue explícita y por escrito, proporcionando una clara cadena de autoridad que llevó a los baháʼís a seguir a `Abdu'l-Bahá como el intérprete autorizado de las escrituras baháʼís después de la muerte de Baháʼu'lláh, y el que dirigiría a la comunidad. Baháʼu'lláh delineó la Casa Universal de Justicia, una institución de nueve miembros que podría legislar sobre asuntos religiosos, e insinuó un papel designado para sus descendientes, ambos desarrollados por 'Abdu'l-Bahá cuando designó a Shoghi Effendi como el Guardián. La Casa Universal de Justicia, elegida por primera vez en 1963, sigue siendo el cuerpo supremo de gobierno de la comunidad baháʼí mundial. Cualquiera que rechace un eslabón en esta cadena de liderazgo es considerado un "rompedor de la alianza".

Para los bahá'ís, la alianza de Baháʼu'lláh y su garantía de unidad representa una característica única de su religión. Por ejemplo, consideran las sucesiones de Jesús a San Pedro y de Mahoma a Ali como intentos no escritos para mantener la unidad que finalmente fracasaron cuando sus religiones se dividieron en facciones enfrentadas. A través de la alianza, la Fe bahá'í previno el cisma, y los varios intentos de formar un liderazgo alternativo no han logrado atraer una cantidad de seguidores significativa debido a su falta de autoridad escritural.

## La alianza mayor
La alianza mayor se refiere al pacto que todos los mensajeros de Dios hacen con sus seguidores con respecto al próximo mensajero que Dios enviará por ellos.  Según Bahá'u'lláh, el fundador de la Fe Bahá'í, Dios promete enviar siempre maestros divinos para instruir a la humanidad en un proceso conocido como revelación progresiva. Los bahá'ís creen que las profecías relativas a la alianza mayor de Dios se encuentran en las escrituras de todas las religiones, y cada mensajero de Dios profetiza específicamente sobre el siguiente que vendrá. En relación con su parte en la alianza mayor, los seguidores de cada religión tienen el deber de investigar con una mente abierta si una persona que afirma ser el mensajero prometido de su fe cumple o no espiritualmente las profecías pertinentes. 

### Manifestaciones de Dios
Los bahá'ís conciben a Dios como un Ser único y eterno, el creador omnipotente y omnisciente de todo. La amorosa voluntad de Dios para ella se transmite fielmente a los seres inteligentes a través de una serie de profetas o mensajeros divinos a los que los bahá'ís se refieren como Manifestaciones de Dios . Al expresar la voluntad de Dios para este mundo, revelan principios y leyes sociales y espirituales que educan a los seres humanos según sus capacidades y las necesidades específicas del tiempo y lugar en que aparece cada manifestación. Como intermediarios entre Dios y la humanidad, lo que estos maestros divinos proporcionaron a la gente, con el tiempo, se convirtió en los fundamentos de lo que ahora se conoce como las principales religiones del mundo.

Bahá'u'lláh dice que las manifestaciones de Dios tienen una doble naturaleza, a la vez divina y humana. Aunque no son encarnaciones de Dios, tampoco son mortales comunes y corrientes. Bahá'u'lláh compara todas las manifestaciones con espejos puros y pulidos creados por Dios para reflejar perfectamente Su conocimiento y Sus atributos a fin de manifestar claramente la voluntad del Creador a través de enseñanzas prescriptivas que dan a este mundo:
"... (Dios) ha ordenado que en cada edad y dispensación, un Alma pura e inmaculada se haga manifiesta en los reinos de la tierra y del cielo. A este sutil, este misterioso y etéreo Ser, Él ha designado una naturaleza doble; la física que pertenece al mundo de la materia y la espiritual que nace de la sustancia de Dios mismo. Él, además, le ha conferido una doble posición. La primera, que se relaciona a su más íntima realidad, le representa como uno cuya voz es la voz de Dios mismo. ...  La segunda posición es la posición humana... Estas Esencias del Desprendimiento, estas Realidades resplandecientes son los canales de la gracia de Dios que todo lo llena. Conducidos por la luz de indefectible guía, e investidos con soberanía suprema, son comisionados para usar la inspiración de sus palabras, las efusiones de su infalible gracia" 

### Revelación progresiva
La revelación progresiva, una enseñanza central de la Fe Bahá'í, sostiene que la verdad religiosa es revelada por Dios progresivamente a lo largo de la historia mediante el envío de una serie de manifestaciones divinas, en cumplimiento de la promesa de Dios en la alianza mayor. Este proceso sin fin fue descrito por el Báb, una de las dos manifestaciones de la Fe Bahá'í, de esta manera:
"El Señor del universo nunca ha enviado un profeta ni ha enviado un Libro sin haber establecido Su alianza con todos los hombres, llamándolos a aceptar la siguiente Revelación y el siguiente Libro; ya que las efusiones de Su generosidad son incesantes e ilimitadas." 
Según esta enseñanza de la fe bahá'í, cada manifestación de Dios trae una medida de revelación adaptada a la población del tiempo y lugar en el que aparece. Las diferencias entre las revelaciones no se consideran dependientes del conocimiento de una manifestación particular, sino que se atribuyen a diversas necesidades y factores sociales que reflejan las "condiciones" y las "variables exigencias de la época" y la "capacidad espiritual" de quienes reciben la enseñanza.  Gracias a esta "escuela de guía divina", los seres humanos han evolucionado gradualmente hasta alcanzar círculos de unidad cada vez más amplios que abarcan familias, tribus, ciudades-estado y, más recientemente, naciones. Basándose en este concepto, los bahá'ís aceptan el origen divino de todas las principales religiones del mundo y las ven como diferentes etapas de un gran proceso educativo ordenado por Dios. Los bahá'ís también creen que Bahá'u'lláh es la manifestación más reciente enviada por Dios, y que a través de la aplicación de sus enseñanzas la raza humana alcanzará finalmente su madurez colectiva.

### Profecía
La naturaleza y la promesa de la alianza mayor de Dios con todos los pueblos es un componente clave de la literatura religiosa, expresada tanto en las profecías como mencionada por los propios maestros divinos.
Los bahá'ís aceptan que el Báb cumplió las profecías islámicas sobre el retorno del Mahdi predichas por Mahoma; y ven en Bahá'u'lláh el cumplimiento simbólico de las profecías mesiánicas y escatológicas relacionadas de las principales religiones y grupos del mundo. Estos incluyen, para el judaísmo, la encarnación del "Padre Eterno" de la profecía navideña de Isaías 9:6, el "Señor de los Ejércitos"; para el cristianismo, el "Espíritu de la Verdad" o "Consolador" predicho por Jesús en su discurso de despedida de Juan 14-17 y el regreso de Cristo "en la gloria del Padre"; para el zoroastrismo, el regreso de Shah Bahram Varjavand ; para el islam chiita, el regreso del tercer imán, el imán Husayn ; para el islam sunita, el regreso de Jesús, Isa ; y para la fe bábí, Aquel a quien Dios hará manifiesto . Los bahá'ís también identifican el advenimiento de Bahá'u'lláh como el cumplimiento para los hindúes de la reencarnación de Krishna, y para los budistas de la llegada del "quinto Buda".

### Obligaciones
Bahá'u'lláh enseña que los individuos tienen una doble obligación que cumplir en respuesta a la promesa de Dios de enviar continuamente mensajeros. La primera es reconocer y aceptar la nueva manifestación cuando llega, y la segunda es obedecer y poner en práctica las nuevas enseñanzas que trae; Bahá'u'lláh describe que estos deberes gemelos son inseparables. En su Libro de Leyes dice:
El primer deber prescrito por Dios a Sus siervos es el reconocimiento de Aquel que es la Aurora de Su Revelación y la Fuente de Sus leyes, Quien representa a la Deidad tanto en el Reino de Su Causa como en el mundo de la creación. El que haya cumplido este deber ha logrado todo bien; y el que esté privado de ello se ha extraviado, aunque fuese autor de toda obra justa. Incumbe a todo el que alcance esta muy sublime estación, esta cumbre de trascendente gloria, observar cada uno de los preceptos de Aquel que es el Deseo del mundo. Estos dos deberes son inseparables. Ninguno es aceptable sin el otro. 
A medida que Dios cumple Su alianza mayor a través del proceso de revelación progresiva, Bahá'u'lláh declara en su Libro de la Certeza que el Señor también prueba la pureza de corazón y la sinceridad de aquellos que afirman ser seguidores devotos de una manifestación anterior cada vez que aparece una nueva. Estas pruebas se realizan de diversas maneras que dejan en claro si los individuos están lo suficientemente sintonizados espiritualmente para reconocer a Dios hablando a través de una nueva manifestación, o si lo rechazan aferrándose ciegamente a tradiciones y malas interpretaciones de la realidad espiritual promovidas por el clero. 
Basándose en el hecho de que todas las manifestaciones hablan por el mismo Dios, Bahá'u'lláh también señala que rechazar cualquiera de las manifestaciones de Dios es lo mismo que rechazarlas todas: "Ten la seguridad de que, en verdad, quien se aleja de esta Belleza también se ha alejado de los Mensajeros del pasado y muestra orgullo hacia Dios de eternidad en eternidad".

## Alianza menor
Para diferenciarlo de la alianza mayor eterna de Dios con la humanidad, los bahá'ís se refieren al acuerdo de una manifestación con sus seguidores respecto a quién deberían recurrir y obedecer inmediatamente después de su muerte como la alianza menor.

Dos características distintivas de la alianza menor bahá'í, al que se hace referencia dentro de la Fe Bahá'í como la alianza de Bahá'u'lláh, son que es explícita y también se expresa en documentos escritos autenticados. Esta alianza es un medio de protección contra las divisiones ideológicas. Puesto que la misión divina específica de Bahá'u'lláh es lograr la unidad mundial, asegurar la unidad duradera de su religión es necesario para alcanzar dicha meta. 'Abdu'l-Bahá, el hijo mayor de Bahá'u'lláh, explica:
La primera condición es firmeza en la Alianza de Dios. Porque el poder de la Alianza protegerá la Causa de Bahá'u'lláh de las dudas de la gente errada. Es la ciudadela fortificada de la Causa de Dios, y el firme pilar de la religión de Dios. Hoy día ningún poder es capaz de conservar la unidad del mundo Bahá'í excepto la Alianza de Dios; de otra manera las diferencias, como una gran tempestad, circundarán al mundo Bahá'í. Es evidente que el eje de la unidad del género humano es el poder de la Alianza y nada más. Si no se hubiese producido la Alianza, si no hubiese sido revelado por la Pluma Suprema y si el Libro de la Alianza no hubiese iluminado al mundo, como el rayo del Sol de la Realidad, las fuerzas de la Causa de Dios habrían sido dispersadas por completo y ciertas almas que eran prisioneras de sus propias pasiones y lujurias habrían tomado en sus manos un hacha cortando la raíz de este Arbol Bendito. 
Íntimamente vinculadas con el seguimiento de toda la guía de su sucesor designado, las disposiciones de la alianza de Bahá'u'lláh exigen además que los individuos y las comunidades bahá'ís en su totalidad apoyen amorosamente el liderazgo de todas las instituciones administrativas que Bahá'u'lláh ordenó para su Fe. 
En la Fe Bahá'í todo creyente es bienvenido a tener opiniones teológicas personales, pero no debe imponerlas a los demás.  Ser firme en la alianza de Bahá'u'lláh, leal a sus disposiciones y tener una confianza inquebrantable en que las decisiones de la autoridad en el centro de la Fe Baha'i reflejan la voluntad de Dios, es una virtud espiritual fundamental para los bahá'ís. 

### Kitáb-i-ʻAhd
Bahá'u'lláh estableció la sucesión de la Fe Bahá'í con un documento llamado el Kitáb-i-`Ahd   (el Libro de la Alianza ), escrito de su propia mano y confiado antes de su muerte a 'Abdu'l-Bahá. En este documento Bahá'u'lláh reafirmó su misión recibida de Dios, exhortó a los pueblos del mundo a observar aquello que los elevará y prohibió el conflicto y la contienda, al tiempo que colocó de manera sucinta y enfática la sucesión de la Fe en manos de la Rama Más Poderosa, un título reservado exclusivamente para 'Abdu'l-Bahá. 
Años antes, a finales del período de Edirne (septiembre de 1867–agosto de 1868), Bahá'u'lláh compuso un documento titulado la Tabla de la Rama en el que anunció la alta posición de 'Abdu'l-Bahá, titulada Ghuṣn-i-A'ẓam ('la Rama Más Grande'), anticipando Su posterior nombramiento en el Kitáb-i-'Ahd como sucesor, y en su Libro de las Leyes decretó que después de su muerte los bahá'ís deberían volverse hacia "Aquel a quien Dios se ha propuesto, Quien se ha ramificado de esta Antigua Raíz". Cuando se leyó el Kitáb-i-'Ahd después de su muerte, las referencias previas de Bahá'u'lláh a 'Abdu'l-Bahá en estos dos documentos fueron confirmadas y luego completamente entendidas por los creyentes. A diferencia de las religiones pasadas, al conferirle a 'Abdu'l-Bahá la posición y autoridad de ser el Centro de su Alianza, Bahá'u'lláh en numerosas declaraciones también dejó claro que 'Abdu'l-Bahá era un modelo único y duradero para que otros lo emularan ya que Dios lo había dotado con "perfección en comportamiento personal y social".

### Desarrollos posteriores
En su propia Voluntad y Testamento, 'Abdu'l-Bahá amplió la alianza menor de Bahá'u'lláh con los creyentes al nombrar a su nieto mayor, Shoghi Effendi , Guardián y cabeza de la Fe Bahá'í. La alianza de Bahá'u'lláh había otorgado a 'Abdu'l-Bahá la posición de ser el único intérprete autorizado de los escritos sagrados de la Fe. En su testamento, 'Abdu'l-Bahá posteriormente designó el mismo papel y autoridad a Shoghi Effendi como "el expositor de las palabras de Dios".
'Abdu'l-Bahá también afirmó en su testamento que, además del Guardián, la Casa Universal de Justicia, establecida en el Libro de las Leyes de Bahá'u'lláh como el cuerpo legislativo supremo de su Fe, era la otra institución bahá'í a la que se le dio liderazgo y autoridad global en la Fe. El mandato de la Casa Universal de Justicia es hacer o promulgar leyes sobre cualquier asunto no revelado expresamente en las escrituras bahá'ís, y Bahá'u'lláh promete que Dios "les inspirará con todo lo que Él desee".  La Casa Universal de Justicia se convirtió en la cabeza de la Fe bahá'í tras su elección en 1963  por bahá'ís de todo el mundo.
Shoghi Effendi se refiere específicamente la alianza de Bahá'u'lláh como el medio para dirigir y canalizar las fuerzas espirituales liberadas por la revelación de Bahá'u'lláh en este mundo, y para "asegurar su funcionamiento armonioso y continuo después de Su ascensión".  Afirmó además que el propósito de la alianza de Bahá'u'lláh es preservar la influencia y la integridad de la Fe, proteger su unidad y estimular su crecimiento en todo el planeta. 

## Lectura adicional
- Recopilación (2021). Textos de fuentes primarias relacionados la alianza  .